# HADES (detektor)
HADES (ang. High Acceptance Dielectron Spectrometer) – nazwa eksperymentu i detektora cząstek elementarnych, służącego do precyzyjnej spektroskopii par elektron-pozyton oraz naładowanych hadronów. Został skonstruowany przez Instytut Badań Ciężkich Jonów w Darmstadt, przy współudziale z 17 instytutów z 9 krajów Europy.
Energia kinetyczna wiązek detektora jest w przedziale 1-3,5 GeV.  